# Indice des prix à la consommation harmonisé
L’indice des prix à la consommation harmonisé  (IPCH) est un indice des prix à la consommation (IPC) calculé par Eurostat pour chacun des pays de l’Union européenne et quelques autres pays européens ; il permet de calculer le niveau de l'inflation de façon la plus comparable possible pour tous les pays et est utilisé par la Banque centrale européenne comme indicateur de stabilité des prix et comme moyen de vérifier le respect du critère de convergence concernant l’inflation.
Il est distinct de l'indice harmonisé des prix à la consommation (IHPC) de l'Union économique et monétaire ouest-africaine (UEMOA).

## Objectifs
L’objectif premier des indices des prix à la consommation harmonisé (IPCH) est de fournir un indicateur d’inflation dans chaque État membre qui soit comparable entre pays, susceptible d’agrégation pour des groupes de pays et utilisable pour déterminer le degré de stabilité des prix et la convergence entre pays. Il sert également pour évaluer le respect du critère de convergence concernant l’inflation par les pays désirant adopter l’euro comme monnaie et ceux qui l’ont adopté.
Des IPCH sont produits par tous les États membres de l'Union européenne et par un nombre croissant d’États européens hors UE. Même le Bureau of Labor Statistics (Bureau des statistiques du travail) des États-Unis calcule à titre expérimental un IPC qui suit autant que possible les règles des IPCH.
Ayant leurs objectifs propres, les IPCH ne sont pas destinés à remplacer les indices des prix à la consommation nationaux.

## Historique et textes législatifs
Le principe de l’harmonisation des indices des prix à la consommation au sein de l’Union européenne découlait du Traité de Maastricht. Le 23 octobre 1995 le Conseil des ministres de l'Union européenne adoptait un règlement qui fixait un cadre pour la production des IPCH et était suivi le 9 septembre 1996 d'un second règlement sur les mesures initiales à prendre.
Depuis, une vingtaine de règlements et autres documents ont été publiés pour expliciter la méthode à mettre en œuvre. Un document reproduit l’ensemble des textes adoptés jusqu’en mars 2004. On peut trouver les textes plus récents sur le site d'EUR-Lex.
En 2016, pour tenir compte de l'évolution des besoins et des techniques, un nouveau règlement entre en vigueur et abroge le règlement adopté en 1995. Les actes délégués permettant la mise en œuvre de ce nouveau règlement sont sous la responsabilité de la Commission. Le règlement de 2016 régit le calcul de l'IPCH, de l'IPCH-TC (indice des prix à la consommation harmonisé à taux de taxation constant) et l'IPL (indice des prix des logements).

## La famille des IPCH
Les IPCH incluent d’abord les IPCH nationaux et les IPCH provisoires pour les pays candidats et les pays en voie d’adhésion, désagrégés par groupes de consommation, avec leurs pondérations annuelles nationales de « dépense monétaire de consommation finale des ménages ». À partir de ces indices nationaux, on calcule différents indices régionaux :
- l’indice des prix à la consommation européen (IPCE), qui couvre les États membres de l’UE
- l’indice des prix à la consommation de l’Union monétaire (IPCUM) pour les pays de la zone euro,
- l’indice des prix à la consommation de l’Espace économique européen (IPCEEE).

On peut aussi calculer divers indices spéciaux comme l'IPCH hors produits pétroliers, l'IPCH hors tabac, etc. Pour mieux refléter l’inflation ressentie par les ménages, on peut calculer un indice des prix des dépenses fréquentes en liquide (DFL) et autres dépenses (non-DFL)  ou un « indice expérimental basé sur l’IPCH des prix administrés dans la zone euro ».

## Spécificités et différences avec les indices des prix à la consommation usuels
Eurostat a publié en mars 2004 une brève description des caractéristiques principales des IPCH. Une comparaison entre IPCH et IPC usuels est fournie (en anglais) du manuel de l' OIT.

### Population couverte
Une première différence concerne la population concernée. Habituellement, un IPC national est destiné à déflater la consommation des ménages résidents. Cette consommation inclut (en théorie au moins) les dépenses de consommation des ménages sur le sol national et à l’étranger et exclut les dépenses sur le sol national des non-résidents (touristes, personnel d’ambassades ou de bases militaires étrangères, etc.). L’IPCH couvre la totalité des dépenses de consommation des ménages réalisées sur le territoire national, y compris par les ménages non résidents.

### Dépenses couvertes
Les IPC couvrant la totalité des dépenses de consommation finale des ménages résidents, ils couvrent également les dépenses non monétaires : services « fictifs » de logement produits et consommés par les propriétaires occupant leur logement, autoconsommation par des producteurs non marchands (jardins potagers). Au contraire, les IPCH ne concernent que les dépenses monétaires des ménages.
La différence la plus importante entre IPC et IPCH est ainsi l’exclusion des dépenses de logement des ménages propriétaires, ce qui se comprend vu les grandes différences dans les méthodologies utilisées par les IPC nationaux pour ces dépenses. Un accord s’est cependant fait jour pour l’adoption d’une méthodologie commune. Celle-ci consiste en la création d’un indice des acquisitions nettes de nouveaux logements par le secteur des ménages, excluant ainsi les ventes de logements anciens entre ménages. Cette méthode a été jugée préférable à celle consistant à évaluer l’indice des prix des loyers fictifs que les ménages propriétaires de logement se versent à eux-mêmes à partir des variations de prix des loyers effectivement versés par les locataires non propriétaires. Un manuel provisoire a été publié et un manuel international sur les indices des propriétés résidentielles est en cours de préparation. Ce manuel devrait être prêt fin 2010.
Il existe une série de biens et services de consommation non couverts pas les IPCH, soit parce que les méthodologies diffèrent entre pays et qu’un accord n’est pas encore obtenu, soit parce que certains IPC ne les couvrent pas. C’est le cas des achats de consommation de biens d’occasion.

### Classification des biens et services
La classification utilisée est la « Classification des fonctions de la consommation individuelle des ménages adaptée aux exigences du calcul des IPCH » (COICOP-HICP).
- 01 Produits alimentaires et boissons non alcoolisées
- 02 Boissons alcoolisées et tabac
- 03 Articles d’habillement et articles chaussants
- 04 Logement, eau, électricité, gaz et autres combustibles
- 05 Ameublement, équipement ménager et entretien courant de la maison
- 06 Santé
- 07 Transports
- 08 Communications
- 09 Loisirs et culture
- 10 Enseignement
- 11 Restaurants et hôtels
- 12 Autres biens et services

### Traitement des impôts, taxes et remboursements
Les IPCH mesurent le prix réel payé par les consommateurs, prenant en compte les taxes et impôts indirects, et après déduction des remboursements reçus (notamment dans les domaines de la santé et de l'éducation). Par exemple, une baisse de remboursement des médicaments induira une hausse de l’IPCH. Les IPC nationaux, quant à eux, diffèrent dans leurs pratiques et peuvent même exclure totalement de l’indice certaines de ces dépenses.

### Coût du logement
Le coût du logement pour les propriétaires (loyers imputés, charge d'intérêt sur les prêts immobiliers) est pris en compte dans le calcul des indices de prix nationaux de certains pays (États-Unis, Japon, Australie),. Ainsi, le part du logement dans l'indice d'inflation américain était de 31 % en octobre 2021 : 7,6 % correspondaient aux loyers, tandis que 23,5 % correspondaient à la part des loyers équivalents pour les propriétaires. Dans l'Union européenne, seuls les loyers sont pris en compte ; ils représentent environ 6,5 % de l'indice en 2021,. Dans la zone euro et au Royaume-Uni, la mesure de l'inflation intègre seulement les loyers effectifs. Le Royaume-Uni publie un autre indice, appelé Consumer Prices Index including owner occupiers' housing costs (CPIH), qui intègre les coûts de l'immobilier pour les propriétaires occupants. L'Allemagne produit également un indice national non harmonisé qui intègre des loyers imputés. Pour la période 1996-2005, le calcul intégrant seulement les loyers effectifs conduit à une mesure de l'inflation française très voisine de celle qui serait obtenue si on retenait la pondération utilisée pour le calcul du PIB, qui intègre les loyers imputés des propriétaires-occupants. Cependant, pour la période 2005-2012, l'approche retenant les loyers imputés aurait conduit à une inflation française plus élevée de plusieurs points.
La méthodologie de calcul de l'IPCH d'Eurostat, qui inclut les loyers seulement à hauteur de leur part dans la consommation des ménages et ne prend pas en compte le prix d'achat des biens immobiliers, fait l'objet de critiques de la part d'universitaires,, de banquiers centraux et de membres du Parlement européen. En 2018, Mario Draghi explique dans une lettre à l'eurodéputé Sander Loones que « la BCE a été, d'un point de vue conceptuel, favorable à l'inclusion d'un indice des prix du logement occupé par son propriétaire dans l'IPCH », mais que ce changement nécessitait une évaluation par Eurostat, l'agence statistique européenne.
La Commission européenne a publié en 2018 un rapport faisant état d'une évaluation sur l'opportunité de prendre en compte ou non le coût des logements occupés par leur propriétaire (LOP) dans l'IPCH. Le rapport conclut en défaveur d'une inclusion immédiate en 2018, parce qu'un indice mensuel de prix LOP n'est pas disponible dans tous les pays de l'UE, et parce que cela s'éloignerait de la définition actuelle de l'IPCH.
Début 2019, l'économiste en chef de la BCE, Peter Praet, a annoncé que des travaux étaient en cours pour inclure les prix de l'immobilier dans l'IPCH. « Conformément à la répartition des responsabilités au niveau européen, ces travaux sont menés par la BCE dans le domaine des variables financières et par Eurostat pour les variables physiques de marché. Les deux institutions coopèrent étroitement sur le sujet et nous sommes confiants qu'elles feront de bons progrès ».
Si la feuille de route proposée par le Conseil des Gouverneurs est approuvé par le Système statistique européen, un indice expérimental trimestriel pourrait être publié en 2023. Une fois les changements réglementaires validés et effectués, il pourrait devenir officiel vers 2026.

### Autres différences
Les IPCH peuvent différer des indices nationaux sur de nombreux points :
- traitement des changements de qualité ;
- traitement des promotions et soldes ;
- inclusion et traitement des loteries, jeux de hasard, services financiers ;
- formules de calcul des indices, notamment au niveau le plus détaillé et pour leur agrégation ;
- classification des biens et services.

Comme les IPC, les IPCH excluent les dépenses de biens et services dont les variations de prix sont très difficiles à mesurer, comme la consommation de stupéfiants.
En pratique, au niveau national, les évolutions de l’IPC et de l’IPCH sont assez similaires, surtout si on élimine de l’IPC la composante « loyers fictifs ». Mais il faut noter que certains pays ne suivent pas totalement les recommandations et que leur IPCH n’est qu’un IPC légèrement modifié.

## Critiques
Les critiques concernant les IPCH concernent en particulier :
- les objections classiques aux IPC[30] ;
- la primauté donnée au marché et à la macro-économie par les IPCH (déflation de la consommation finale globale sur le territoire économique national) alors que les IPC sont beaucoup plus concernés par la dimension sociale (mesure du pouvoir d'achat, inclusion partielle de la consommation non monétaire)[31] ;
- les différentes sources de biais des IPCH[32].